# آیت حکیم آیت یزید
آیت حکیم آیت یزید (به فرانسوی: Ait Hkim Ait Yzid) یک شهرک در مراکش است که در مراکش تانسیفت الحوز واقع شده‌است.

## خصوصیات
آیت حکیم آیت یزید ۸٬۱۱۲ نفر جمعیت دارد.